# Sawlu
Sawlu (birm. စောလူး /sɔ́lú/; znany też jako Min Lulin (birm. မင်းလုလင် /mɪ́ɴ lṵlɪ̀ɴ/, pol. „Król Chłopiec”; 1050–1084) – król birmańskiego królestwa Paganu w latach 1078–1084.
Po swoim ojcu Anawrahcie odziedziczył on imperium Paganu, pierwsze w historii zjednoczone królestwo Birmy (Mjanmy), ale okazał się władcą niedoświadczonym. W roku 1082 musiał stawić czoła buntowi w Dolnej Birmie, co zakończyło się jego pojmaniem przez wrogów. Został później zamordowany w niewoli.

## Wczesne lata życia
Sawlu był synem Anawrahty. Kroniki birmańskie nie są zgodne co dat związanych z jego życiem i panowaniem. Poniższa tabela przedstawia daty podawane przez cztery najważniejsze kroniki.
| Kronika            | Urodzenie–Śmierć | Długość życia | Panowanie | Długość panowania |
| ------------------ | ---------------- | ------------- | --------- | ----------------- |
| Zatadawbon Yazawin | 1050–1084        | 34            | 1077–1084 | 7                 |
| Maha Yazawin       | 1006–1061        | 55            | 1035–1061 | 26                |
| Yazawin Thit       | 1031–1065        | 34            | 1060–1065 | 5                 |
| Hmannan Yazawin    | 1020–1065        | 45            | 1060–1065 | 5                 |

Co więcej, kroniki nie są zgodne także co do tego, czy Sawlu był starszy od Kyanzitthy, innego syna Anawrahty. Według wcześniejszych zapisów, Kyanzittha był starszy (według Zata’y o 20 lat, a według Maha Yazawin o 2 lata). Jednak późniejsze kroniki Yazawin Thit i Hmannan podają, że Sawlu był starszy o, odpowiednio, około rok do dwóch lat.
W każdym razie Anawrahta uczynił następcą tronu Sawlu, chociaż miał już syna, Kyanzitthę, z drugorzędną królową, którą odtrącił. Sawlu był wychowywany przez szlachetnie urodzoną mońską kobietę. Dorastał w towarzystwie syna swej mamki – Yamankana, który został jego bliskim przyjacielem. Sawlu nie interesował się zarządzaniem królestwem i nigdy nie uczestniczył w żadnej z kampanii wojennych ojca. Na swojego przyrodniego brata Kyanzitthę, niezwykle popularnego wśród ludu generała armii Paganu, patrzył z podejrzliwością.

## Panowanie
Sawlu wstąpił na tron Paganu w marcu 1078 roku po śmierci w tajemniczych okolicznościach jego ojca – Anawrahty. Gdy został królem poślubił mońską żonę swojego ojca Manisandę (Khin U) i uczynił ją główną królową. Do zarządzania mońskimi ziemiami na południu wyznaczył zaufanego przyjaciela z dzieciństwa Yamankana, który był rodowitym Monem. Administrację Górnej Birmy powierzył, za namową Shin Arahana, przywołanemu z niechęcią Kyanzittcie, który został wcześniej wygnany przez Anawrahtę za wdanie się w romans z Manisandą. Jednak wkrótce sam Sawlu musiał ponownie wygnać Kyanzitthę (tym razem do Dala nieopodal Rangunu), gdyż ten odnowił swój związek z królową.

### Bunt Monów
Jako gubernator Pegu, Yamankan nadal odwiedzał Sawlu w Paganie. Wiedząc dobrze o braku doświadczenia swego przyjaciela z dzieciństwa, Yamakan zdecydował się na wzniecenie buntu. Kroniki opisują w dramatycznych słowach ostateczny rozbrat między Sawlu a Yamankanem. Grali oni w kości i Yamankan został zwycięzcą. Podczas gdy dokazywał on radując się z wygranej, Sawlu drażnił go słowami: „Skoro jesteś taki bystry, czemu się przeciwko mnie nie zbuntujesz?”
Yamankan wrócił do Pegu i wzniecił bunt. Pod koniec 1082 roku popłynął on ze swą armią w górę Irawadi i zajął pozycję na wyspie położonej kilka mil od Paganu. Sawlu ponownie wezwał Kyanzitthę z wygnania i powierzył mu dowództwo nad armią Paganu. Przemaszerowała ona na południe i zatrzymała się w pobliżu Myingun (nieopodal Magwe). Armia Yamankana stanęła w Thayet. Sawlu był niecierpliwy i pomimo ostrzeżeń Kyanzitthy rozpoczął natarcie. Jednak Yamankan spodziewał się takiego ataku i dobrze przygotował swoje pozycje. Armia Sawlu została pokonana, a król trafił do niewoli. Według kroniki Zatadawbon Yazawin, bitwa między Sawlu a Yamakanem została stoczona w listopadzie 1082 roku

## Śmierć
Kyanzittha próbował ratować Sawlu, jednak ten odrzucił pomoc. Jego ostatnią, tragiczną w skutkach, błędną kalkulacją było przekonanie, że Kyanzittha będzie próbował go zabić dla zdobycia tronu, podczas gdy jego przyjaciel Yamakan tego nie uczyni. Tymczasem został on uśmiercony przez Yamakana by zapobiec dalszym próbom jego ratowania. Sam Yamakan padł w zasadzce od snajperskiego trafienia strzałą przez myśliwego Nga Shina. Nieco później Kyanzittha został trzecim królem dynastii Pagan.
Według Zatadawbon Yazawin, Kyanzittha i Yamankan stoczyli walkę w okolicy kwietnia 1083 roku (miesiąc Kason 445 ME). Nie musiała to być ostateczna walka, w której poległ Yamankan, ponieważ Zata twierdzi, iż Sawlu umarł w roku 1084 po siedmiu latach panowania. Jednak inne kroniki (Hmannan i Yazawin Thit) podają, że jego rządy trwały tylko pięć lat, po czym nastąpiło bezkrólewie trwające do roku 1084 – co oznacza, że król zmarł w roku 1083.
Sawlu był tak niekompetentny, że przetrwanie przez królestwo próby jego panowania świadczy tylko o geniuszu jego ojca.